# Chain Gun

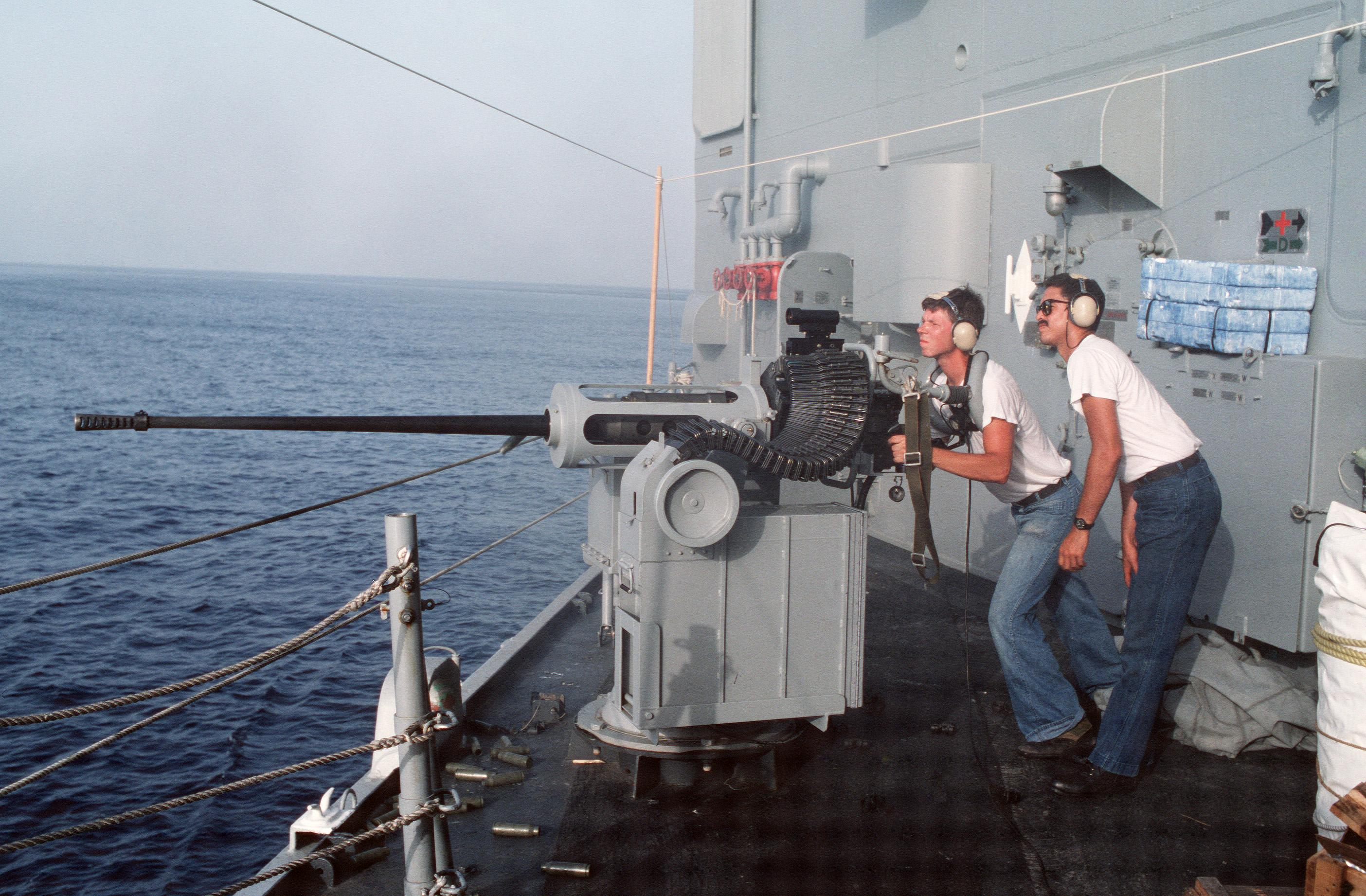
Bordgestützte Mk 38 25-mm-Chain-Gun

Eine Chain Gun (dt. „Kettenkanone“) ist eine Maschinenkanone, die für den Ladevorgang einen externen Antrieb anstatt der Energie der Pulvergase – wie bei Gasdruckladern – benutzt. Bei der „Chain Gun“ wird der Antrieb mittels eines Motors und einer Rollenkette bewerkstelligt.

## Aufbau
Der wichtigste Vorteil der Chain Guns gegenüber den Gasdruckladern ist ihre hohe Zuverlässigkeit und Kontrollierbarkeit. Anstatt wie beim Selbstladevorgang von den schwer kontrollierbaren Pulvergasen abhängig zu sein, wird der Ladevorgang bei der Chain Gun über einen elektrischen Motor betrieben. Der Motor treibt die Kette an, die Kette wiederum wird rechteckig über vier Zahnräder gespannt, wobei ein Kettenglied mit Steuernocke den Verschluss bewegt. Dadurch wird der Verschluss vor und zurück bewegt, um zu laden, zu schießen und die Hülse auszuwerfen. Wie andere fremdangetriebene automatische Waffen ist dieses System sehr zuverlässig, da fehlgezündete Patronen die Waffe nicht blockieren, sondern einfach ausgeworfen werden.
Die Abhängigkeit von einem externen Antrieb kann sich aber bei Ausfall des Antriebs als Nachteil erweisen, da dann die Waffe im Gegensatz zu Gasdruckladern nicht mehr einsatzbereit ist.
Die Motordrehzahl bestimmt die Feuerrate. Chain Guns können daher mit einer beliebigen Feuerrate vom Einzelschuss bis zur maximalen Feuerrate betrieben werden. Diese wird durch den begrenzten Gasdruck im Rohr, mechanische Toleranzen sowie andere Faktoren bestimmt. In der Praxis hat der Schütze einer Chain Gun meist drei konstante Feuerraten zur Auswahl.

## Beispiele
Die bekannteste Chain Gun ist die M242 Bushmaster. Verschiedene Abarten dieser Waffe finden sich auf Schiffen (Mk-38-Maschinenkanone) sowie Schützenpanzern (M2 Bradley, LAV-25). Andere Chain Guns sind die im Kampfhubschrauber AH-64 Apache eingesetzte M230-Kanone sowie die Bushmaster II 30 mm und die Bushmaster III 35/50 mm Chain Gun.
Eine Chain Gun im NATO-Kaliber 7,62 × 51 mm (.308 Winchester) wurde in einigen Panzerfahrzeugen als Koaxial-MG eingebaut, da nur sehr geringe Anteile der abgebrannten Pulvergase in den Innenraum dringen. Eine Entwicklungsversion dieser Waffe war die EX-34. Sie hatte denselben Aufbau wie die spätere Bushmaster.
| Name            | Land | Kaliber in mm | Kadenz in rpm | Mündungs- geschwindigkeit in m/s | Waffen- gewicht in kg |
| --------------- | ---- | ------------- | ------------- | -------------------------------- | --------------------- |
| M242 Bushmaster | USA  | 25            | 200           | 1100                             | 110                   |
| Bushmaster II   | USA  | 30            | 250           | 1405                             | 154,6                 |
| M230 Chain Gun  | USA  | 30            | 625           | n.n.                             | 57,5                  |
| Bushmaster III  | USA  | 35            | 200           | n.n.                             | 218                   |

## Chain Gun vs. Gatling Gun
Ein weitverbreiteter Fehler besteht darin, Gatling-Kanonen als Chain Guns zu bezeichnen. Besonders durch die Software-Spieleindustrie wurde dieses Bild gezeichnet, indem in diversen Ego-Shootern die Minigun – eine kleinkalibrige Gatling-Kanone – als Chain Gun bezeichnet wird. Gatling-Kanonen sind zwar ebenfalls fremdangetriebene Maschinenkanonen, jedoch haben diese mehrere Rohre, wohingegen eine Chain Gun nur ein Rohr besitzt (siehe Maschinenkanone).